# 岡田劇場
岡田劇場（おかだげきじょう）は、かつて宮城県石巻市中瀬3番地2号にあった映画館、劇場である。有限会社オカダプランニングが運営していた。

## 歴史

### 千葉座→内海座→岡田座
この劇場の起源は江戸時代の幕末まで遡る。当時、魚の行商から身を起こし鮮魚商となった千葉源七が自身の店に寄席小屋を併設した。これが石巻で初となる芝居小屋の千葉座である。千葉座は、江戸から歌舞伎一座や落語家、講談師を招いて興行にあたり、活況を呈した。千葉座は中瀬に移り、1886年（明治19年）には内海橋の架橋で尽力した内海五郎兵衛が経営する内海座となった。
1891年（明治24年）、岡田谷組八城重兵衛の手に渡って岡田座となった。岡田座は芝居小屋として賑わいを見せ、島村抱月や松井須磨子などの芸能人も来演した。
太平洋戦争中、空襲対策で建物の取り壊しを余儀なくされた。

### 岡田劇場

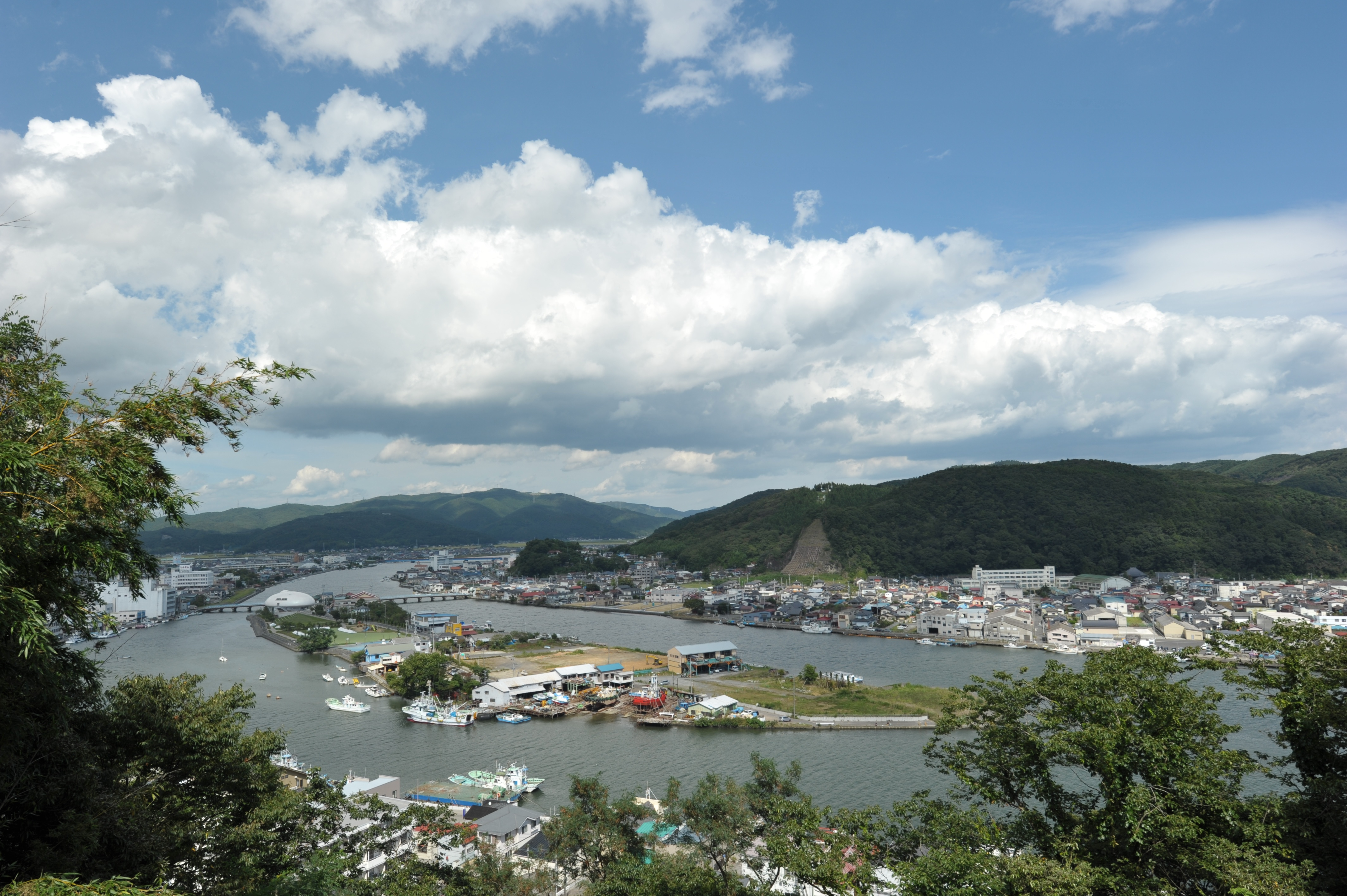
岡田劇場があった中瀬（マンガッタン島）

1946年（昭和21年）に岡田座は再建され、1949年（昭和24年）には映画上映を開始したのを機に岡田劇場と名を変えた（座席数：312席）。漫画家の石ノ森章太郎は少年時代の1950年代、登米郡石森町（現：登米市中田町石森）から自転車で2時間かけて岡田劇場へ映画を観に行ったという。全国の映画館数がピークに達した1960年（昭和35年）の時点では、石巻市の映画館は岡田劇場を含めた7館と、県内においても仙台市（当時27館）に次いで2番目に多く、塩釜市と同率だった。
1999年（平成11年）には石巻市にシネマコンプレックスのワーナー・マイカル・シネマズ石巻（現：イオンシネマ石巻）が開業。この年には岡田劇場を支援する有志によって「岡田劇場がんばれ会」が発足し、2003年（平成15年）には「岡田劇場がんばれ会」によって『岡田劇場一五〇年』が刊行された。シネコンの影響などにより、2007年（平成19年）頃から岡田劇場は不定期営業となった。
2009年（平成21年）11月15日、岡田劇場でドキュメンタリー映画『弁護士 布施辰治』のロケが行われ、亀山紘石巻市長、安住宣孝女川町長、石巻市民ら約170人がエキストラとして参加した。1918年（大正7年）には布施辰治が同一地点にあった岡田座で演説会を開催している。『弁護士 布施辰治』は2010年（平成22年）5月に封切られ、6月4日には岡田劇場でも上映された。
2010年（平成22年）10月から11月にかけて、岡田劇場は映画『エクレール・お菓子放浪記』のロケに使用され、社長の菅原聖もエキストラとして参加している。岡田劇場は2011年（平成23年）4月の先行公開の会場にも予定されていたが、東日本大震災の影響で延期された。
劇場の正面入口付近には「岡田座思い出五人衆」として美空ひばり、ジャイアント馬場、三波春夫、由利徹、そして仮面ライダーのマスクを持った石ノ森章太郎が描かれた壁画が展示されていた。2011年（平成23年）には岡田座時代の建物に似せる改装工事を行ったが、その完成の5日後である3月11日に東北地方太平洋沖地震が発生し、津波によって建物は全壊した。映写機や298あった座席もすべて津波で流され、石積みの基礎だけが残った。菅原聖社長は津波で約1km流されたが生き延びた。

### 閉館後
岡田劇場の建物はなくなったが、運営会社のオカダプランニングは巡回上映（移動上映）などを不定期に行っている。2017年（平成29年）には岡田劇場と共に被災した石巻日活パールシネマが運営者の死去に伴い廃業した為、石巻市内の映画館はイオンシネマ石巻を残すのみとなった。
2016年（平成28年）にリリースされたゲームアプリポケモンGOにおいては、現存しない岡田劇場が"ポケストップ"として存在している。同年11月12日には宮城県でポケモンGOのイベントが開催され、参加者は岡田劇場の跡地も訪れた。